# Lista över öar i Roslagens skärgård

## Norra Roslagens skärgård (Östersjööar iÖsthammars kommun)
- Örskär
- Gräsö
- Stora Risten
- Lilla Risten
- Sladdarön
- Ormön
- Helsingen
- Fårön
- Vässarö
- Garpen
- Fälön
- Raggarön
- Slätön

## Mellersta Roslagens skärgård (Östersjööar iNorrtälje kommun)
- Arholma
- Blidö
- Borgmästarholmen
- Edsgarn
- Fejan
- Fogdö
- Furusund
- Fårgångsö
- Gisslingö
- Gräskö
- Hemmarö
- Idö
- Lagnö
- Lidö
- Löparö
- Marö
- Norröra
- Rödlöga
- Singö
- Skrattaren
- Skälbottna
- Sunsskär
- Svartlöga
- Svartnö
- Söderöra
- Tjockö
- Tyvö
- Vettersö
- Vidinge
- Väddö
- Vätö
- Yxlan
- Ängsö

## Södra Roslagens skärgård (Östersjööar iVaxholmsochÖsteråkers kommun)
- Finnhamn
- Fåglarö
- Husarö
- Ingmarsö
- Kyrkogårdsön
- Lagnö
- Ljusterö
- Nässlingen
- Siarö
- Äpplarö
- Örsö